# Dufourea boharti
Dufourea boharti là một loài Hymenoptera trong họ Halictidae. Loài này được Hurd & Moure mô tả khoa học năm 1987.